# Cantuaria
Genre
Synonymes
- Maoriana Hogg, 1901
- Korua Todd, 1945

Cantuaria est un genre d'araignées mygalomorphes de la famille des Idiopidae.

## Distribution
Les espèces de ce genre se rencontrent en Nouvelle-Zélande sauf Cantuaria mestoni de Tasmanie.

## Liste des espèces
Selon World Spider Catalog (version 21.0, 22/06/2020) :
- Cantuaria abdita Forster, 1968
- Cantuaria allani Forster, 1968
- Cantuaria aperta Forster, 1968
- Cantuaria apica Forster, 1968
- Cantuaria assimilis Forster, 1968
- Cantuaria borealis Forster, 1968
- Cantuaria catlinsensis Forster, 1968
- Cantuaria cognata Forster, 1968
- Cantuaria collensis (Todd, 1945)
- Cantuaria delli Forster, 1968
- Cantuaria dendyi (Hogg, 1901)
- Cantuaria depressa Forster, 1968
- Cantuaria dunedinensis Forster, 1968
- Cantuaria gilliesi (O. Pickard-Cambridge, 1878)
- Cantuaria grandis Forster, 1968
- Cantuaria huttoni (O. Pickard-Cambridge, 1880)
- Cantuaria insulana Forster, 1968
- Cantuaria isolata Forster, 1968
- Cantuaria johnsi Forster, 1968
- Cantuaria kakahuensis Forster, 1968
- Cantuaria kakanuiensis Forster, 1968
- Cantuaria lomasi Forster, 1968
- Cantuaria magna Forster, 1968
- Cantuaria marplesi (Todd, 1945)
- Cantuaria maxima Forster, 1968
- Cantuaria medialis Forster, 1968
- Cantuaria mestoni (Hickman, 1928)
- Cantuaria minor Forster, 1968
- Cantuaria myersi Forster, 1968
- Cantuaria napua Forster, 1968
- Cantuaria orepukiensis Forster, 1968
- Cantuaria parrotti Forster, 1968
- Cantuaria pilama Forster, 1968
- Cantuaria prina Forster, 1968
- Cantuaria reducta Forster, 1968
- Cantuaria secunda Forster, 1968
- Cantuaria sinclairi Forster, 1968
- Cantuaria stephenensis Forster, 1968
- Cantuaria stewarti (Todd, 1945)
- Cantuaria sylvatica Forster, 1968
- Cantuaria toddae Forster, 1968
- Cantuaria vellosa Forster, 1968
- Cantuaria wanganuiensis (Todd, 1945)

## Taxinomie
Ce genre a été renommé Cantuaria en 1902 en remplacement de Maoriana créé par Henry Roughton Hogg en 1901 car préoccupé par Maoriana Suter, 1891 un genre de mollusques.

## Publication originale
- Hogg, 1902 : On some additions to the Australian spiders of the suborder Mygalomorphae. Proceedings of the Zoological Society of London, vol. 1902, no 2, p. 121-142 (texte intégral).